# Biografia de Um Vencedor
Biografia de Um Vencedor é o primeiro álbum ao vivo da dupla sertaneja Rayssa e Ravel, lançado em 2011 de forma independente.
Com 3 faixas produzidas em estúdio e com a maior parte das canções produzidas ao vivo, foi gravado no Rio de Janeiro sob produção musical de Wagner Carvalho e Ayra Peres, o álbum apresenta influências que remete às raízes sertanejas da dupla e também experimentou ao trazer faixas de forró e xote.[carece de fontes?]
Em 2012, o álbum foi relançado pela gravadora Canzion Brasil durante a ExpoCristã, na ocasião de lançamento do disco Nossa História, com um novo projeto gráfico.

## Antecedentes
Em janeiro de 2011, meses após lançar o álbum Sonhos de Deus em 2010, Rayssa e Ravel rescindiram o contrato da dupla com a gravadora Sony Music Brasil. O comunicado afirmava que "Comunicamos aos admiradores do nosso trabalho e a todos que acompanham nossa carreira que rescindimos nosso contrato com a gravadora Sony Music por divergência profissional em Janeiro deste ano. Continuamos cumprindo nossa agenda divulgando nosso novo CD Sonhos de Deus por todo o Brasil".

## Gravação
Biografia de Um Vencedor foi o primeiro e único álbum inédito de Rayssa & Ravel que teve faixas gravadas ao vivo. A dupla manteve a parceria com Wagner Carvalho e Ayra Peres, e incluiu músicas em vários gêneros musicais, desde sertanejo e forró.

## Lançamento e recepção
| Críticas profissionais | Críticas profissionais |
| Avaliações da crítica  | Avaliações da crítica  |
| Fonte                  | Avaliação              |
| ---------------------- | ---------------------- |
| Super Gospel           | [ 5 ]                  |

Biografia de Um Vencedor foi lançado de forma independente em dezembro de 2011 e relançado pela Canzion Brasil em 2012. O álbum recebeu uma avaliação favorável no Super Gospel. Com cotação de 3,5 estrelas de 5, foi defendido que "é o projeto mais experimental da carreira de Rayssa & Ravel. Existem várias canções puxadas para vertentes do forró, como o xote e o pé-de-serra".

## Faixas
| N.º            | Título                                    | Compositor(es)      | Duração |  |
| 1.             | "Biografia de um Vencedor" (Ao Vivo)      | Mineirinho Admilson | 3:52    |  |
| 2.             | "Te Levo no Colo" (Ao Vivo)               | Júnior Maciel       | 4:22    |  |
| 3.             | "Lodebar Nunca Mais" (Ao Vivo)            | Jairinho Félix      | 3:33    |  |
| 4.             | "Eu Dependo Dele" (Ao Vivo)               | Rayssa e Ravel      | 5:13    |  |
| 5.             | "As Três Tias" (Ao Vivo)                  | Emanuel de Albertin | 3:57    |  |
| 6.             | "Marcados pela Cruz"                      | Anderson Freire     | 4:38    |  |
| 7.             | "Eu Tenho uma Promessa" (Ao Vivo)         | Rayssa e Ravel      | 3:49    |  |
| 8.             | "Até Quando"                              | Moisés Cleyton      | 3:54    |  |
| 9.             | "Então Vem" (Ao Vivo)                     | Júnior Maciel       | 3:38    |  |
| 10.            | "A Fé"                                    | Moisés Cleyton      | 5:46    |  |
| 11.            | "Vou Atravessar" (Ao Vivo)                | Rayssa e Ravel      | 4:12    |  |
| 12.            | "Goiás, Minas e Espírito Santo" (Ao Vivo) | Jean Spagnol        | 3:36    |  |
| 13.            | "Misterioso" (Ao Vivo)                    | Jean Spagnol        | 3:18    |  |
| 14.            | "O que se Passa no Meu Coração"           | Rayssa e Ravel      | 3:40    |  |
| Duração total: | Duração total:                            | Duração total:      | 57:34   |  |

## Ficha técnica
Banda
- Rayssa – vocais
- Ravel – vocais
- Wagner Carvalho – produção musical, arranjos, bateria, percussão
- Ayra Peres – produção musical, arranjos